# Mörskär (Hammarland, Åland)
Mörskär är en ö i Åland (Finland). Den ligger i Skärgårdshavet och i kommunen Hammarland i landskapet Åland, i den sydvästra delen av landet. Ön ligger omkring 28 kilometer nordväst om Mariehamn och omkring 290 kilometer väster om Helsingfors.
Öns area är 5,1 hektar och dess största längd är 0,5 kilometer i nord-sydlig riktning.